# Ramón María Narváez y Campos
Ramón María Narváez y Campos (Loja, 5 d'agost de 1800 — Madrid, 23 d'abril de 1868), fou un polític i militar espanyol, duc de València, conegut com El Espadón de Loja.
La seva carrera militar començà en el regiment de Guàrdia Valona el 1815, i durant el Trienni Constitucional (1820-23) es va decantar pels partidaris del liberalisme. Integrat en el Batalló Sagrat, va tenir un paper destacat en la lluita contra la revolta absolutista de la Guàrdia Reial a Madrid (juliol de 1822), i va servir sota el comandament de Francisco Espoz y Mina a Catalunya, on fou fet presoner per les tropes dels Cent Mil Fills de Sant Lluís. Va romandre a França fins a 1824. Després de rebutjar qualsevol tipus de càrrec durant el regnat de Ferran VII, es va incorporar en 1834 al costat dels isabelins durant les Guerres Carlines. El juliol de 1835 va participar en la batalla de Mendigorría, amb el batalló de l'Infant. La seva actuació li va valer l'ascens a tinent coronel, i en 1836 prendria part en la batalla d'Arlabán, i fou promocionat a brigadier. Va participar aquest mateix any en la persecució del general carlí Miguel Gómez Damas, enemistant-se amb el ministre de la Guerra, el general Alaix, i conseqüentment amb Baldomero Espartero. En el front aragonès va derrotar Ramon Cabrera a Pobleta de Morella.
En 1837 se li va encarregar l'organització i comandament de la "Reserva andalusa", amb la missió de pacificar La Manxa i expulsar l'escamot carlí de Palillos, es van accentuar les seves rivalitats amb Espartero. En 1838 va ser promogut a mariscal de camp, i elegit diputat a Corts. La seva gran habilitat militar i la seva ideologia liberal van fer que tant progressistes com moderats pretenguessin que s'incorporés als seus respectius partits. Alaix, home de confiança d'Espartero, va potenciar el procés que es va obrir a Narváez després de la seva complicació en un moviment de revolta popular, esdevingut a Sevilla aquest mateix any, dirigit pel general Córdova contra el govern del duc de Frías. Narváez es va refugiar primer a Gibraltar, i, exiliat en París, va presidir al costat de Córdova una junta d'oposició a Espartero, l'anomenada "Orde Militar Espanyola", que veia en la revolta el mitjà per a liquidar l'hegemonia progressista a Espanya. Romandria en la capital francesa durant els tres anys que va durar la regència d'Espartero. El 1843 tornaria via València, en connivència amb el progressista dissident Salustiano Olózaga. El 23 de juliol d'aquest any derrotaria les tropes esparteristas de Seoane a Torrejón de Ardoz, prop de Madrid; per aquesta victòria seria ascendit a tinent general. Al novembre és víctima d'un atemptat en el carrer del Desengaño de Madrid, però ell sobreviu i mor el seu ajudant.

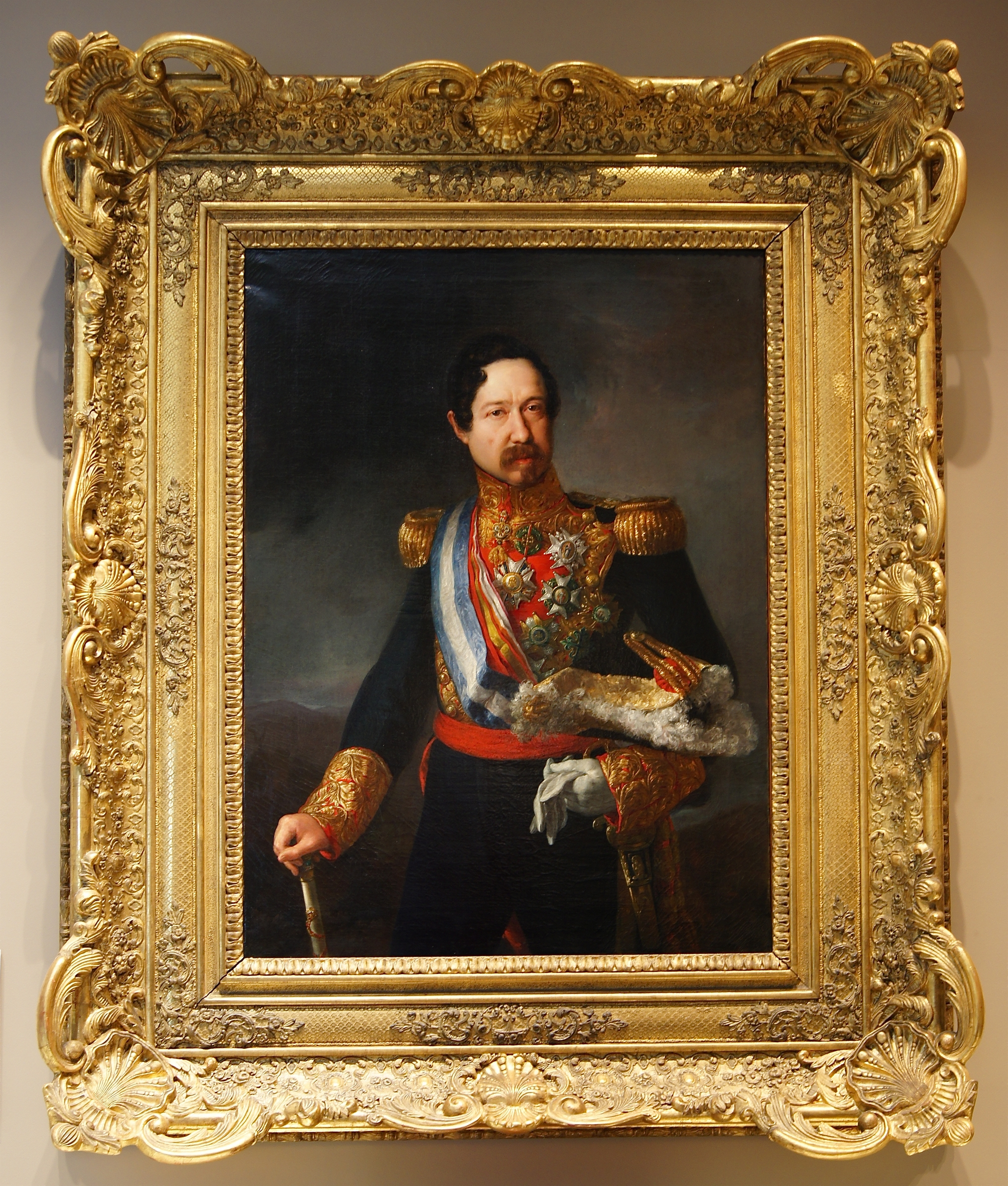
Ramón María Narváez y Campos, par Vicente López. Musée de la Légion d'Honneur, Paris

A l'arribar a la majoria d'edat Isabel II el 1844, va ser nomenat president del govern, exercint d'àrbitre entre el marquès de Vilumá, ministre d'Estat, partidari d'una carta atorgada, i dels ministres de Governació i Hisenda, el marquès de Pidal i Alejandro Mon, respectivament, partidaris de reformar a través de les Corts la Constitució del 37. Finalment es va inclinar del costat d'aquests últims, convertint-se en un dels impulsors de la Constitució de 1845. El 18 de novembre de 1845 Isabel II premia la seva lleialtat concedint-li el Ducat de València amb grandesa d'Espanya.
Durant aquest primer govern va sufocar la revolta de Zurbano i va condemnar Joan Prim i Prats per intrigar contra la seva persona. Les seves principals mesures van ser les següents:
- Reforma fiscal, portada a terme per Alejandro Mon, que va unir la constel·lació d'impostos heretada de l'Antic Règim en només quatre.
- Creació de la Guàrdia Civil
- Reorganització de la Instrucció Pública, dirigida per Pedro Pidal i per la qual l'Estat assumeix les competències de la instrucció pública com a pròpies.
- Cessament de la desamortització i venda de béns del clergat.
- Centralització administrativa (Llei de 8 de gener de 1845).
- Decret de 6 de juliol de 1845, pel qual es posava fi a la competència exclusiva dels judicis per jurats en la qualificació dels delictes d'impremta.
- Llei electoral de 1846, que imposava el sufragi censitari.

La caiguda de Narváez l'11 de febrer de 1846 es va deure, fonamentalment, a les desavinences sorgides dintre del govern per la qüestió de les noces de la reina, en donar suport al seu matrimoni amb el comte de Trapani. Va ser substituït pel marquès de Miraflores. El 16 de març la reina va tornar a cridar Narváez perquè ocupés la presidència i els ministeris d'Estat i Guerra, sent substituït per Istúriz el 5 d'abril. Va ser nomenat ambaixador a Nàpols, càrrec que va rebutjar, i posteriorment a París. Narváez va tornar a ocupar la presidència del Consell de Ministres des del 4 d'octubre de 1847 fins a gener de 1851, sent només interromput pel "govern llampec" del comte de Clonard (19 d'octubre de 1849).
Els principals assoliments d'aquest segon govern van ser la neutralització dels moviments revolucionaris de 1848, la posada en marxa de les bases per a la posterior signatura del Concordat amb la Santa Seu i la promulgació del nou Codi Penal (22 de setembre de 1848) El 14 de gener de 1851 presentà la seva dimissió, sent substituït en la Presidència per Juan Bravo Murillo. Després del cop de Leopoldo O'Donnell va ser cridat de nou perquè formés govern, des del 12 d'octubre de 1856 fins a octubre del 57. Entre 1856 i 1868 va presidir tres gabinets ministerials, des dels quals va exercir una política repressiva contra qualsevol manifestació revolucionària, alhora que tractava d'introduir mesures liberals. Després de la seva mort es va produir la Revolució de 1868, que enderrocaria a Isabel II.